# ميثانية رزمية بلطيكية
ميثانية رزمية بلطيكية (الاسم العلمي:Methanosarcina baltica) هي نوع من العتائق تتبع جنس الميثانية الرزمية من فصيلة الميثاناوية الرزمية.